# Марія Страндлунд
Марія Страндлунд (швед. Maria Strandlund, нар. 17 серпня 1969) — колишня шведська професійна тенісистка. Здобула один одиночний та три парні титулив туру ITF, один парний туру WTA.
Найвищу одиночну позицію світового рейтингу — 80 місце досягла 20 листопада 1989, парну — 45 місце — 23 жовтня 1995 року.
В Кубку Федерації виступала з 1988 до 2000 року.

## Фінали турнірів WTA

### Парний розряд 2 (1 титул, 1 поразка)
| Легенда           |   |
| WTA Championships | 0 |
| Tier I            | 0 |
| Tier II           | 1 |
| Tier III          | 0 |
| Tier IV & V       | 0 |

| Титули за покриттям |   |
| Тверде              | 0 |
| Ґрунт               | 0 |
| Трава               | 0 |
| Килим               | 1 |

| Результат | Ранг | Дата     | Турнір                 | Покриття  | Партнер         | Опоненти                     | Рахунок       |
| --------- | ---- | -------- | ---------------------- | --------- | --------------- | ---------------------------- | ------------- |
| Перемога  | 1.   | Жов 1994 | Ессен, Німеччина       | Килим (i) | Марія Ліндстрем | Євгенія Манюкова Лейла Месхі | 6–2, 6–1      |
| Поразка   | 2.   | Тра 1995 | ECM Prague Open, Чехія | Ґрунт     | Марія Ліндстрем | Чанда Рубін Лінда Вілд       | 7–6, 3–6, 2–6 |

## Фінали ITF

### Одиночний розряд (1–4)
| Турніри $100,000 |
| Турніри $75,000  |
| Турніри $50,000  |
| Турніри $25,000  |
| Турніри $10,000  |

| Результат | Ранг | Дата            | Турнір                    | Покриття | Опонент in the final | Рахунок       |
| Перемога  | 1.   | 26 січня 1987   | Ставангер, Норвегія       | Килим    | Петра Торен          | 7–6, 6–2      |
| Поразка   | 2.   | 21 вересня 1987 | Llorca, Іспанія           | Ґрунт    | Ханет Соуто          | 6–1, 4–6, 4–6 |
| Поразка   | 3.   | 8 лютого 1988   | Ставангер, Норвегія       | Килим    | Штеффі Меннінг       | 4–6, 7–6, 4–6 |
| Поразка   | 4.   | 29 січня 1990   | Дандерид (комуна), Швеція | Тверде   | Нанне Дальман        | 3–6, 3–6      |
| Поразка   | 5.   | 10 серпня 1992  | Сопот (Польща), Польща    | Ґрунт    | Радка Бобкова        | 4–6, 6–4, 4–6 |

### Парний розряд (10–8)
| Результат | Ранг | Дата             | Турнір                      | Покриття   | Партнер         | Опоненти in the final                       | Рахунок       |
| --------- | ---- | ---------------- | --------------------------- | ---------- | --------------- | ------------------------------------------- | ------------- |
| Поразка   | 1.   | 19 січня 1987    | Стокгольм, Швеція           | Килим      | Юнна Юнеруп     | Катрін Єкселл Гелена Олссон                 | 2–6, 3–6      |
| Перемога  | 2.   | 2 лютого 1987    | Hørsholm, Данія             | Килим      | Юнна Юнеруп     | Марія Екстранд Lone Vandborg                | 6–1, 6–3      |
| Поразка   | 3.   | 21 вересня 1987  | Шибеник (місто), Yugoslavia | Ґрунт      | Юнна Юнеруп     | Yvonne der Kinderen Гестер Вітвут           | 3–6, 3–6      |
| Поразка   | 4.   | 26 жовтня 1987   | Чешир, Велика Британія      | Килим      | Паулетте Морено | Євгенія Манюкова Наталія Медведєва          | 2–6, 6–7      |
| Поразка   | 5.   | 1 лютого 1988    | Єнчепінг, Швеція            | Килим      | Юнна Юнеруп     | Дженніфер Ф'юкс Джилл Смоллер               | 2–6, 4–6      |
| Перемога  | 6.   | 8 лютого 1988    | Ставангер, Норвегія         | Килим      | Юнна Юнеруп     | Софі Ам'яш Лайза Боббі                      | 6–2, 7–6      |
| Перемога  | 7.   | 11 квітня 1988   | Казерта, Італія             | Ґрунт      | Дженніфер Ф'юкс | Геллас тер Рієт Olga Votavová               | 2–6, 6–3, 6–1 |
| Перемога  | 8.   | 26 лютого 1990   | Кі-Біскейн (Флорида), США   | Тверде     | Дженніфер Ф'юкс | Рената Марцинковська Лінда Барнард          | 6–4, 6–4      |
| Поразка   | 9.   | 15 квітня 1991   | Казерта, Італія             | Ґрунт      | Дженніфер Ф'юкс | Інес Горрочатегі Андреа Віейра              | 2–6, 2–6      |
| Поразка   | 10.  | 10 травня 1992   | Порту, Португалія           | Ґрунт      | Дженніфер Ф'юкс | Вірхінія Руано Паскуаль Мішелл Джаггерд-Лай | 3–6, 5–7      |
| Поразка   | 11.  | 10 серпня 1992   | Сопот (Польща), Польща      | Ґрунт      | Джессіка Еммонс | Катажина Теодорович Markéta Štusková        | 4–6, 2–6      |
| Перемога  | 12.  | 14 вересня 1992  | Карлові Вари, Чехія         | Ґрунт      | Марія Ліндстрем | Катержина Крупова-Шишкова Яна Поспішилова   | 6–1, 6–2      |
| Перемога  | 13.  | 3 квітня 1994    | Мулен (Альє), Франція       | Ґрунт      | Марія Ліндстрем | Катя Олєклаус Анжелік Олів'є                | 3–6, 7–6, 6–0 |
| Перемога  | 14.  | 10 квітня 1994   | Лімож, Франція              | Ґрунт      | Ізабель Демонжо | Анжелік Олів'є Гайді Шпрунґ                 | 6–2, 6–2      |
| Перемога  | 15.  | 10 липня 1994    | Ерланген, Німеччина         | Ґрунт      | Марія Ліндстрем | Жанетта Гусарова Тіна Кріжан                | 6–2, 6–2      |
| Перемога  | 16.  | 20 жовтня 1996   | Кардіфф, Велика Британія    | Тверде (i) | Анн-Гель Сідо   | Ширлі-Енн Сіддалл Аманда Вейнрайт           | 6–3, 6–3      |
| Поразка   | 17.  | 3 листопада 1996 | Стокгольм, Швеція           | Тверде (i) | Нанне Дальман   | Сандра Клейнова Гелена Вілдова              | 5–7, 4–6      |
| Перемога  | 18.  | 9 березня 1997   | Рокфорд (Іллінойс), США     | Тверде     | Джанет Лі       | Олена Брюховець Нелле ван Лоттум            | 7–6, 6–3      |